# Český model amerického kongresu
Český model amerického kongresu (ČMAK) byl vzdělávací projekt umožňující studentům středních a vysokých škol zažít jednání na půdě amerického zákonodárného orgánu. Účastníci projektu společně simulovali činnost obou komor Kongresu Spojených států amerických, tj. Senátu a Sněmovny reprezentantů, a touto interaktivní formou získávali lepší povědomí o americké politice, parlamentarismu a fungování legislativy v demokratických systémech.
Český model amerického kongresu byl založen v roce 2011 skupinou vysokoškolských studentů, které spojoval zájem o mezinárodní a americkou politiku. V průběhu prvního ročníku přivítal více než 80 účastníků, a v roce 2012 již 120 studentů ze všech koutů České republiky.  
Český model amerického kongresu probíhal každý rok v září v Plzni.
Projekt byl ukočen v roce 2022 a jeho tradici a koncept navázal projekt AmKon.